# Fédération andorrane de basket-ball
La Fédération andorrane de basket-ball ou FAB, (Federació Andorrana de Basquetbol) est une association, fondée en 1988, chargée d'organiser, de diriger et de développer le basket-ball en Andorre.
La Fédération représente le basket-ball auprès des pouvoirs publics ainsi qu'auprès des organismes sportifs nationaux et internationaux et, à ce titre, Andorre dans les compétitions internationales. Elle défend également les intérêts moraux et matériels du basket-ball andorran. Elle est affiliée à la FIBA depuis 1988, ainsi qu'à la FIBA Europe.
La Fédération organise également le championnat national.